# Ralf Santelli
Ralf Lorenzo Santelli (* 26. Mai 1968 in Waiblingen) ist ein deutscher Fußball- und Sportlehrer, Scout sowie Gesundheitscoach, der auch die italienische Staatsbürgerschaft besitzt. Gegenwärtig ist er im Nachwuchsleistungszentrum des TSV 1860 München angestellt.

## Laufbahn
Santelli schloss an der Deutschen Sporthochschule Köln erfolgreich ein Studium der Sportwissenschaft mit Fachrichtung Rehabilitation und Behindertensport ab. Es folgte ein Grundstudium an der Universität Tübingen, mit dessen Hilfe er sich weiteres Wissen für die Bereiche Gesundheitssport und Prävention aneignete. Darüber hinaus besitzt der Fußballlehrer die UEFA-Pro-Level-Lizenz des DFB, die höchste Stufe für in Deutschland ausgebildete Trainer. Santelli war weiters als Referent für u. a. Adidas, den WLSB oder den DFB tätig. Er trat nie als Spieler in Erscheinung, begann aber trotz allem ab dem Alter von 25 Jahren, sich für den Fußball zu interessieren.
Santelli war zu Beginn seiner Laufbahn als Torwarttrainer für die Zweitligisten SSV Ulm und Hannover 96 tätig, beiden Vereinen gelang während der Zeit seines Wirkens der Aufstieg in die Bundesliga. Nach fünfjähriger Abstinenz vom Fußball kehrte Santelli im Januar 2008 an die Linie zurück und wurde Assistent von Ingo Anderbrügge bei Wacker Burghausen. Er verblieb im Trainerteam nach der Übernahme durch Anderbrügges Nachfolger Peter Assion und gemeinsam konnte sich das Gespann mit der Mannschaft als Siebter der Regionalliga Süd im Frühjahr 2008 für die neu eingeführte und durch den DFB ausgerichtete 3. Liga qualifizieren. Das Team kämpfte in der Premierensaison unter dem neuen Trainer Günter Güttler gegen den Abstieg und befand sich am Saisonende auch auf dem ersten Abstiegsplatz, verblieb aber in der Liga, nachdem die Kickers Emden keine neue Lizenz mehr beantragt hatten. In den letzten sieben Partien verantwortete Santelli nach der Entlassung Güttlers die Mannschaft.
Der Waiblinger fand in der Folge eine Anstellung in seiner baden-württembergischen Heimat beim VfB Stuttgart, für den er ein Jahr lang als Spielerbeobachter tätig war. In diesem Zeitraum verpflichtete der VfB unter anderem Zdravko Kuzmanović, Pawel Pogrebnjak, Cristian Molinaro und Martin Harnik. Anschließend assistierte Santelli zuerst Christian Ziege und dann Ewald Lienen bei Arminia Bielefeld. Das Team stand vom 7. bis zum letzten Spieltag durchgängig auf dem letzten Rang, der Verein selbst litt unter finanziellen Problemen und musste im April 2011 aufgrund einer drohenden Insolvenz Gelder aus dem DFL-Sicherungsfonds beantragen. Während Arminias Erste schließlich im Frühjahr weit abgeschlagen in die 3. Liga absteigen musste, war Santelli von Februar 2011 bis zum Saisonende Co-Trainer von Armin Perrey bei der zweiten Mannschaft. Doch auch diese musste, in der Regionalliga West spielend, als Tabellenschlusslicht absteigen. Für den Baden-Württemberger ging es weiter zum FC Carl Zeiss Jena, für den er innerhalb eines Jahres Heiko Weber als Assistent und Torwarttrainer zur Seite stand sowie wie bereits in Stuttgart Spieler scoutete.
Für den SSV Jahn Regensburg arbeitete Santelli ab Sommer 2012 im Trainerteam des neuen Trainers Oscar Corrochano, wechselte aber dann bereits nach zwei Monaten in den vereinsinternen Jugendbereich, in dem er bis zum Ende des Jahres 2013 wirkte. Weitere Stationen waren der TSV 1860 Rosenheim und die Nachwuchsakademie des FC Red Bull Salzburg, bevor er in der Region München den Kreisklassisten SV Hohenlinden übernahm. Der Baden-Württemberger begann bereits während seiner Zeit in Hohenlinden damit, Leistungswerte und Bewegungsabläufe seiner Spieler zu tracken und zu analysieren. Anfang 2019 gründete er seine Firma AmaTrack, mit der er Datenerfassung und -interpretation für den Fußballbereich anbietet. Im Sommer desselben Jahres begann Santelli sein Engagement bei den Würzburger Kickers. Er übernahm den Posten des „Nachwuchs-Cheftrainers“, war jedoch Jochen Seuling, dem Leiter des Nachwuchsleistungszentrums (NLZ), unterstellt und sollte vor allem für die „Verzahnung“ der A- und B-Jugend sorgen. Nachdem die Unterfranken in der Zweitligasaison 2020/21 mit Ausnahme des 3. Spieltags stets am Tabellenende standen, folgte Santelli zur 27. Runde auf den bereits dritten Übungsleiter Bernhard Trares. Gemeinsam mit dem Sportvorstand Sebastian Schuppan, der aber nicht die erforderliche Lizenz besaß, betreute er die erste Mannschaft bis zum Saisonende.
Bereits vor dem letzten Spieltag standen die Kickers als erster Absteiger in die 3. Liga fest. Santelli übernahm zum 1. Juli 2021 Seulings Amt als Leiter des Würzburger NLZ, nachdem sich sein ehemaliger Vorgesetzter für eine Anstellung bei der Flyeralarm Sportmanagement GmbH entschied. Nach der Trennung von Danny Schwarz übernahm er die Profimannschaft am 10. Februar 2022 bis zum Ende der Saison 2021/22 erneut als Interimstrainer. Sie stand nach dem 25. Spieltag auf einem Abstiegsplatz und hatte 6 Punkte Rückstand auf einen Nicht-Abstiegsplatz. Santelli konnte die Talfahrt erneut nicht stoppen, sodass der Verein am Saisonende in die Regionalliga Bayern abstieg. Anschließend kehrte er in das NLZ zurück und übergab den Cheftrainerposten an Marco Wildersinn.
Im Sommer 2023 wechselte Santelli von Würzburg nach München zum TSV 1860 München. Bei den „Löwen“ ist er im Nachwuchsleistungszentrum für die Entwicklung der Trainer sowie die Umsetzung präventiver Trainingsmethoden zuständig.